# Photo (film)
Pour les articles homonymes, voir Photo et Photo (homonymie).
Pour plus de détails, voir Fiche technique et Distribution.
Photo est un film dramatique franco-portugais réalisé par Carlos Saboga et sorti en 2012.

## Synopsis
À la mort de sa mère, la découverte de photos amène Elisa à la recherche d'un passé qu'elle ne connait pas, entre Paris et Lisbonne des années 1970, contestataires et aux échos toujours présents,.

## Fiche technique
- Titre original : Photo
- Titre français : Photo
- Réalisation : Carlos Saboga
- Producteur : Paulo Branco
- Scénario : Carlos Saboga
- Photographie : Mário Barroso
- Montage : Paulo MilHomens
- Musique :
- Pays d'origine :  Portugal
- Langue originale : portugais
- Format : couleur
- Genre : drame
- Durée : 85 minutes
- Dates de sortie : 
  - Italie : 13 novembre 2012 (Festival international du film de Rome)[3],[4]
  - Portugal : 17 novembre 2012 (Lisbon & Estoril Film Festival)
  - France : 10 avril 2013[5]
  - Portugal : 9 mai 2013

## Distribution

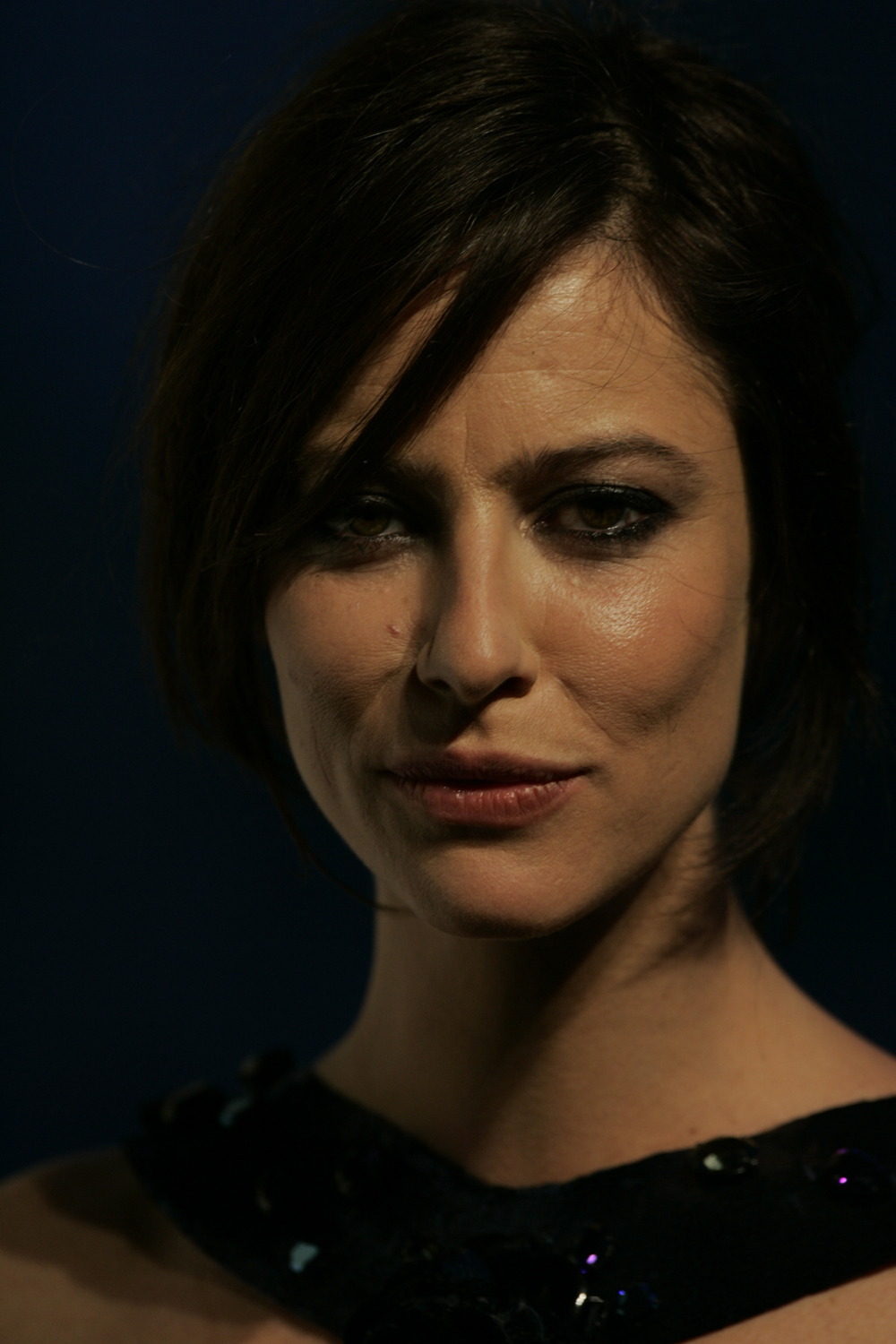
L'actrice principale Anna Mouglalis, l'année de tournage du film.

- Anna Mouglalis : Elisa
- Simão Cayatte : David
- Johan Leysen : Tom
- Didier Sandre : Uriel
- Marisa Paredes : Pilar
- Rui Morisson : Fontana
- Hélène Patarot : Maria
- José Neto : Martim
- Anabela Brígida : Odete
- Ana Padrão : Inês
- Salvato Feijo : Abel
- José Rodrigues : Sérgio
- Diogo Aleixo : Martim
- Carla de Sá : Enfermeira
- Adriano Luz : Sergio (voix)